# 우치 영화 박물관
우치 영화 박물관(폴란드어: Muzeum Kinematografii w Łodzi)은 폴란드 우치주 우치에 있는 영화 박물관이다. 카롤 슈아이블러 궁전에 소재하고 있다. 영화 작품, 영화 포스터, 영화 장치 등 영화와 관련된 것들을 수집한다. 폴란드에서 영화 분야의 기념물을 보호하는 유일한 박물관이다.